# Phylocentropus antiquus
Phylocentropus antiquus là một loài Trichoptera hóa thạch trong họ Dipseudopsidae.